# トレント・ブアージャール
トレント・ブアージャール（英語: Trent Buhagiar、1998年2月27日 - ）は、オーストラリアとマルタのサッカー選手。ポジションはFW。

## クラブ歴
ニューサウスウェールズ州ゴスフォード生まれ。セントラルコースト・マリナーズの下部組織で育った。2016年初めにプロ契約を締結、2月に選手初出場を記録した 。同年12月28日にプロ初得点を記録した。2018年5月4日に退団が発表された。
同月10日にシドニーFCへの加入が発表された。
2022年6月24日、ニューカッスル・ユナイテッド・ジェッツFCに移籍した。
2024年7月5日、ブレシア・カルチョに1年契約で移籍した。

## 代表歴
2016年7月、オーストラリアU-20代表のトレーニングキャンプに招集された。その後、同U-23代表としてAFC U-23選手権2018、AFC U-23選手権2020に参加した。
2024年10月13日、UEFAネーションズリーグのモルドバ代表戦でマルタ代表として初出場。

## 個人
オーストラリア生まれであるが、マルタに血筋を持っている。